# كييتا إيسوزاكي
كييتا إيسوزاكي (باليابانية: 磯崎 敬太) (17 نوفمبر 1980 في أوداوارا في اليابان – )؛ هو لاعب كرة قدم ياباني سابق كان يلعب كمدافع.

## وصلات خارجية
- كييتا إيسوزاكي على موقع رابطة كرة القدم اليابانية للمحترفين (اليابانية)
- كييتا إيسوزاكي على موقع قاعدة بيانات كرة القدم.إي يو (الإنجليزية)
- كييتا إيسوزاكي على موقع Soccerway.com (الإنجليزية)
- كييتا إيسوزاكي على موقع عالم كرة القدم.نت (الإنجليزية)